# ダイヤテックス
ダイヤテックス株式会社（だいやてっくす、DIATEX Co., Ltd.）は、東京都千代田区神田紺屋町7番地に本社を置く、フラットヤーン（化学繊維）をコア技術とする関連製品を開発・製造・販売するメーカー。
三菱ケミカルの完全子会社。

## 会社概要
1962年（昭和37年）11月に包装資材メーカー「富山工業株式会社」として創業した。その後、1985年（昭和60年）11月に現商号に変更。
現在は、ポリエチレンやポリプロピレンなどの合成樹脂からフラットヤーンを製造し、それらを応用した粘着テープ、産業資材、農業資材、人工芝製品、SRP (Self Reinforced Plastics) などの製造販売を主な事業とする。
商標「パイオラン」の権利者で、マスキングテープの一種である養生テープのブランド「パイオランテープ」などに展開している。
日本フラットヤーン工業組合の正会員であるとともに、日本粘着テープ工業会の賛助会員でもある。

## 沿革
- 1962年（昭和37年）11月 - 包装資材メーカーとして富山工業株式会社を設立。千葉県鎌ケ谷市にて操業開始。
- 1965年（昭和40年）8月 - ポリプロピレン、ポリエチレンのフラットヤーン製造開始。
- 1968年（昭和43年）1月 - 黒部工場操業開始。
- 1969年（昭和44年）10月 - 鎌ケ谷工場を黒部工場に統合。
- 1970年（昭和45年）12月 - 三菱油化（現・三菱ケミカル）の合成樹脂加工部門として新発足。資本金を1億1百万円に増資。
- 1973年（昭和48年）4月 - クロス（織布）工場を新設。
- 1980年（昭和55年）6月 - ラミネート工場を新設。
- 1985年（昭和60年）11月 - 商号をダイヤテックス株式会社に変更。
- 1986年（昭和61年）4月 - USヤーン及びクロス製造設備を新設。
- 1989年（平成元年）4月 - クロス製造工場を増設。
- 1989年（平成元年）11月 - 粘着テープ製造部門として、菱洋テックス株式会社を設立。
- 1992年（平成4年）11月 - 人工芝製造部門として、株式会社エスディーテックを設立。
- 1997年（平成9年）7月 - 菱洋テックスの生産設備を増設。
- 1997年（平成9年）9月 - 海外生産拠点としてPT. DAIYAPLASをインドネシアに設立。
- 2001年（平成13年）9月 - ラミネート生産設備を増設。
- 2003年（平成15年）4月 - PT.DAIYAPLASの生産設備を増設。
- 2004年（平成16年）1月 - 菱洋テックスの生産設備を増設。
- 2005年（平成17年）7月 - クロス製造設備を増設。
- 2009年（平成21年）5月 - 菱洋テックスの生産設備を増設。
- 2011年（平成23年）12月 - クロス製造設備を増設。
- 2012年（平成24年）4月 - 三菱ケミカルホールディングス（現・三菱ケミカルグループ）の事業方針により、三菱樹脂（現・三菱ケミカル株式会社）へ株式移転。
- 2014年（平成26年）1月 - SRP製造設備を新設。
- 2015年（平成27年）5月 - 菱洋テックスの工場を増設。
- 2017年（平成29年）4月 - 三菱ケミカルホールディングスの事業方針により、新会社・三菱ケミカルへ株式移転。
- 2018年（平成30年）10月 - ヤーン製造工場及び生産設備増設。
- 2019年（平成31年）4月 - 菱洋テックス株式会社および株式会社エスディーテックを吸収合併。

## 事業拠点
- 本社 - 東京都千代田区神田紺屋町7番地 神田システムビル5階
- 大阪支店 - 大阪府大阪市中央区今橋2丁目3番16号 JMFビル今橋01 7F
- 黒部工場 - 富山県黒部市沓掛2000